# 大碓皇子
大碓皇子（おおうすのみこ/おほうすのみこ、景行天皇12年? - 景行天皇52年?）は、記紀等に伝わる古代日本の皇族（王族）。
『日本書紀』では「大碓皇子」または「大碓命（おおうすのみこと）」、『古事記』では「大碓命」と表記される。
第12代景行天皇皇子で、ヤマトタケル（日本武尊/倭建命、小碓命）とは双子とされるが、ヤマトタケル誕生以前の景行天皇4年に美濃に遣わされた記録があり矛盾する。

## 系譜
『日本書紀』によれば、第12代景行天皇と、皇后の播磨稲日大郎姫（はりまのいなびのおおいらつめ、稲日稚郎姫）との間に生まれた皇子である。同書では、同母兄弟として小碓尊（おうす<をうす>のみこと、日本童男/日本武尊）のみの名を挙げ、大碓命とは双子とする。
『古事記』においても、景行天皇と、若建吉備津日子（吉備臣らの祖）の娘の針間之伊那毘能大郎女との間に生まれた皇子とする。ただし同書では、同母兄として櫛角別王、同母弟として小碓命（倭男具那命/倭建命、双子の記載はない）・倭根子命・神櫛王の名を挙げる。
妻子について『古事記』では、大根王（おおねのみこ、本巣国造・三野前国造の祖）の娘の兄比売（えひめ）・弟比売（おとひめ）を娶り、兄比売とは押黒之兄日子王を、弟比売とは押黒弟日子王を儲けたとする。

## 記録

### 日本書紀
『日本書紀』によれば、大碓命・小碓尊ら双子出生の際、天皇が怪しんで臼に向かって叫んだので、「碓（うす）」の名がついたという。
次いで同書景行天皇4年2月是月条によれば、天皇が神骨（かむほね、美濃国造）の娘の兄遠子（えとおこ）・弟遠子（おととおこ）姉妹が美人であると聞き、大碓命がその視察に遣わされたが、大碓命は密通して復命せず、天皇から恨まれたという。この月には天皇自身が美濃に行幸しているのに大碓皇子を美濃に派遣するのは不合理なため、下記の40年7月16日条の記事の一部が誤って紛れ込んだとも考えられる。その場合は生年の矛盾も解消する。
また同書景行天皇40年7月16日条によれば、天皇が蝦夷平定の適任を群臣に問うと、西征を終えた日本武尊は大碓皇子に任せることを進上した。しかし大碓皇子は草むらに逃げ隠れたため、使者をして召還させられ、天皇から責められたのち、美濃国に封じられた。そして身毛津君・守君の祖になったという（結局東征は日本武尊が行なった）。

### 古事記
『古事記』によれば、天皇が大根王（三野国造の祖）の娘の兄比売・弟比売姉妹が美人であると聞き、大碓命がその視察に遣わされた。しかし大碓命は密通し、天皇には偽って別の女性を献じた。そして大碓命は、兄比売とは押黒之兄日子王を、弟比売とは押黒弟日子王を儲け、押黒之兄日子王は三野之宇泥須和気の祖に、押黒弟日子王は牟宜都君（牟義都国造）らの祖になったという。
またある時、大碓命が朝夕の食膳に出てこないので、天皇が小碓命に「ねぎし教えさとせ（ねんごろに教えよ）」と命じた。しかし5日経っても大碓命が出てこなかったので、小碓命にどう教えたのか問うと、大碓命が明け方に厠に入った時、捕まえてつかみつぶし、手足をもぎとって薦に包んで投げ捨てた、と言ったという（「ねぎし」の誤解による）。

## 墓
墓は、宮内庁により愛知県豊田市猿投町鷲取の猿投神社内にある大碓命墓（おおうすのみことのはか、北緯35度11分56.42秒 東経137度9分54.32秒 / 北緯35.1990056度 東経137.1650889度）に治定されている。宮内庁上の形式は円丘。

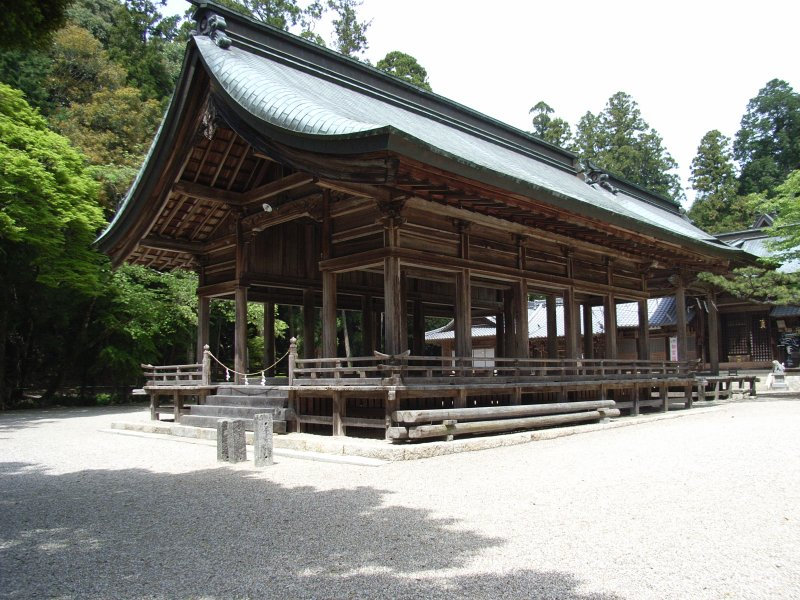
猿投神社（愛知県豊田市）

上記の墓は猿投山の山中、猿投神社の西宮後方に所在する。この猿投神社では、大碓命は主祭神に祀られている。同社社伝によれば、大碓命は美濃に封じられてのち当地方の開拓に尽くしたが、景行天皇52年に猿投山に登る中途で蛇毒のため42歳で亡くなったという。
一方、歴史学者の荊木美行も、大碓命もしくはそのモデルとなった王族がヤマト王権の美濃平定において重要な役割を果たしてそのままこの地を支配したとする見方を取るが、猿投神社説は記紀にも延喜式諸陵式にも記載されていないことから比較的後世に作られた説であるとした上で、大碓命の事績からして美濃国内に陵墓があったと考えるのが適切であると考えて規模と築造年代から岐阜県大垣市にある昼飯大塚古墳がその有力な候補であるとしている。

## 後裔氏族
大碓皇子について、『日本書紀』では身毛津君・守君の祖とし、『古事記』では守君・大田君・嶋田君・三野之宇泥須和気・牟宜都君らの祖とする。
『新撰姓氏録』では、次の氏族が後裔として記載されている。
- 左京皇別 牟義公 - 景行天皇皇子の大碓命の後。
- 左京皇別 守公 - 牟義公同氏。大碓命の後。
- 河内国皇別 大田宿禰 - 大碓命の後。
- 河内国皇別 守公 - 牟義公同祖。大碓命の後。
- 河内国皇別 阿礼首 - 守公同祖。大碓命の後。
- 和泉国皇別 池田首 - 景行天皇皇子の大碓命の後。